# 2007年長崎市長選挙
2007年長崎市長選挙（にせんななねん ながさきしちょうせんきょ）は、2007年4月22日に執行された長崎市長選挙。第16回統一地方選挙の一環として行われた。

## 告示まで
当初は2007年5月1日の任期満了に伴う選挙として行われるものとされていた。現職市長（3期目）の伊藤一長は2007年2月27日、長崎市議会定例議会の本会議で4選出馬を正式に表明した。この他、複数候補の出馬表明があったものの、現職の伊藤に対抗しうる有力な候補とは見られず、実質上伊藤に対する信任投票との見方が強かった。

## 告示時点での立候補者
4月15日、市長選挙は告示され、下表の通り4名が立候補した。届け出順。
| 候補者名 | 年齢 | 所属党派   | 現元新 | 肩書                                               |
| -------- | ---- | ---------- | ------ | -------------------------------------------------- |
| 前川智子 | 59   | 無所属     | 新     | 大学非常勤講師                                     |
| 山本誠一 | 71   | 日本共産党 | 新     | 前長崎市議会議員・日本共産党長崎県南部地区副委員長 |
| 伊藤一長 | 61   | 無所属     | 現     | 長崎市長                                           |
| 前川悦子 | 57   | 無所属     | 新     | 主婦                                               |

- 山本は立候補届出と同時に長崎市議会議員を自動失職（退職）した。
- 前川智子の夫は前川悦子の元夫である。

## 当初の争点
この選挙は前述の通り、4期目を目指す現職の伊藤に対する信任投票的な選挙として始まった。
伊藤市政下では、原爆落下中心碑（平和公園内）の撤去をめぐる問題や、市が発注した公共工事に関する入札妨害事件、前年から長崎県下の各自治体で問題化し、長崎市においても存在が明らかになった不正経理処理による「裏金」問題等が指摘されてはいた。しかしこれらを批判し、伊藤に挑戦しようとする対抗馬は、日本共産党が擁立した山本と、独自に出馬を表明したが政治経験がなく、支持母体もない前川智子以外にはいなかった。いずれの候補も、もともと後援会を中心とした支持基盤が磐石との評が高かった伊藤を脅かす存在とは見られず、伊藤の圧倒的な優位が見込まれていた。
なお、前川悦子は選挙当時行き先が決定していなかった岡本太郎作の壁画「明日の神話」の長崎への誘致を事実上単一公約として掲げており、全くの独自の戦いを行っていた。

## 市長射殺事件以降
選挙戦3日目の4月17日午後7時51分ごろ、長崎市大黒町の選挙事務所前で伊藤が狙撃され、翌18日午前2時28分、救急搬送先の長崎大学医学部・歯学部附属病院で死去した（長崎市長射殺事件）。長崎市長職は伊藤の死で空席となり、もともと伊藤の出馬に伴い市長職務代理者となっていた副市長の内田進博が、市長が空席となったことに伴う職務代理者になった。
選挙期間中に立候補中の現職市長が撃たれ死亡するという異例の事態となり、長崎市選挙管理委員会は公職選挙法の規定により、投票日3日前の19日午後5時まで補充立候補の受付を行うこととなった。伊藤の遺族や後援会は、伊藤の女婿である西日本新聞記者の横尾誠を擁立した。一方、この時点で長崎市役所統計課長を務めていた市職員の田上富久は、前市長の身内の「世襲」に疑問を呈する立場から独自に出馬を表明し、この2名が補充立候補を届け出た。なお、田上は立候補の時点で公職選挙法の規定により市職員の身分を失った。
| 補充立候補者名 | 年齢 | 所属党派 | 現元新 | 肩書             |
| -------------- | ---- | -------- | ------ | ---------------- |
| 横尾誠         | 40   | 無所属   | 新     | 西日本新聞記者   |
| 田上富久       | 50   | 無所属   | 新     | 前長崎市統計課長 |

市長選挙、及び同時に行われていた長崎市議会議員選挙の立候補者は、伊藤の死が伝えられた18日にはほとんどの者が選挙運動を自粛した。

## 結果
開票結果は下記の通り。前市統計課長の田上が世襲批判等を追い風に、伊藤の弔い合戦を図った横尾らをかわし、初当選を果たした。
※当日有権者数：364,181人 最終投票率：55.14%（前回比：-2.49pts）
| 候補者名 | 年齢 | 所属党派   | 新旧別 | 得票数       | 得票率 | 推薦・支持 |
| -------- | ---- | ---------- | ------ | ------------ | ------ | ---------- |
| 田上富久 | 50   | 無所属     | 新     | 78,066.000票 | 42.11% |            |
| 横尾誠   | 40   | 無所属     | 新     | 77,113.000票 | 41.60% |            |
| 山本誠一 | 71   | 日本共産党 | 新     | 19,189.000票 | 10.35% |            |
| 前川智子 | 59   | 無所属     | 新     | 8,321.648票  | 4.49%  |            |
| 前川悦子 | 57   | 無所属     | 新     | 2,677.344票  | 1.44%  |            |

- 前川悦子と前川智子の得票数の小数点は同姓による按分票。
- 4月17日までに期日前投票で伊藤に投じられた票は無効票となった。
  - 無効票は1万5435票で無効投票率は7.69%となった[3]。白票は5119票で、それ以外は期日前投票を含めて伊藤市長に投じた票が多かったとみられるが、「誰に入れたらいいかわからない」「伊藤市長さんありがとうございました」「市長の息子」「市長の後継者」や田上氏と横尾氏の両者の名前を混同して書かれた等の伊藤市長射殺後と思われる記載も見られた[3][4][5][6]。